# لامع (میرزا محمدرفیع خان اول)

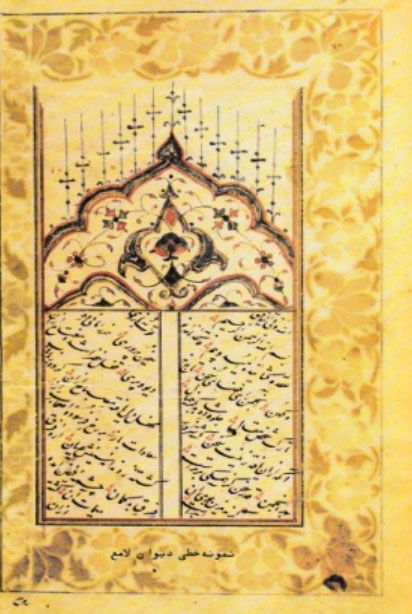
نمونه خطی دیوان لامع

## میرزا محمد رفیع خان اول متخلص به لامع
میرزا محمد رفیع فرزند عبدالکریم درمیانی متخلص به «لامع» از شاعران برجسته قُهستان است، که دیوان شعرش را «خزائن الاسرار» نام نهاده و به نام دیوان لامع شناخته می‌شود. لامع به سبک هندی و بیشتر در قالب غزل شعر سروده‌است.

## تولد
میرزا محمد رفیع فرزند عبدالکریم درمیانی (لامع) در یکی از سال‌های ۱۰۷۷ – ۱۰۷۶ هم‌زمان با اواخر حکومت صفویه در روستای «درمیان» از توابع بیرجند به دنیا آمد. تولد لامع به احتمال مقارن پایان ربع سوم قرن یازدهم در درمیان واقع شده‌است. ولادت او مصادف است با آغاز افول و درهم ریختن قدرت و اعتبار و حشمت صفویان. آفتاب حکومت مرکزی ایران و وحدت و استقلال و سیطرهٔ دولت صفویان از این سال اندک اندک به زردی می‌گراید و انحطاط و تباهی و فتور و رکودی که در کار کشور بعد از مرگ شاه عباس کبیر (۱۰۳۸) آغاز شد و بعد از مرگ شاه عباس دوم (۱۰۷۷) قوت گرفت.

## حوادث تاریخی دوران حیات لامع
سال مرگ شاه عباس کبیر به تقریبی برابر است با سال ولادت لامع. مروری به تاریخ ایران از این سال تا سال ۱۱۳۷ (تاریخ ولادت محمد بقا فرزند لامع) که آخرین تاریخ موجود در دیوان لامع است، دورنمایی از روزگار او را اگر چه نه چندان صریح و روشن و تا حدی تیره و مبهم آشکار می‌سازد. از ۱۰۷۷ (مرگ شاه عباس دوم) تا ۱۱۰۶ سلطنت ایران در کف بی‌کفایت شاه سلیمان بود که روزگار خود را به عیش و عشرت و بی‌خبری می‌گذرانید و ضعف نفس و بی تدبیریش در گسیختن رشتهٔ انتظام ملک سببی قوی بود.
در ۱۱۰۶ شاه سلیمان درگذشت. این سال مصادف است با سال وفات عبدالکریم درمیانی پدر لامع که سه بار در دیوان لامع نام و یادی از او رفته‌است و هم این سال مقارن است با آغاز سلطنت شوم و ایران بر باد ده سلطان نالایق و بی‌کفایت خرافه پرستی به نام شاه سلطان حسین که دوران سی سالهٔ شاهی او مقدمه‌ای بود بر زوال و انقراض قدرت حکومت صفویان و گسیختگی استقلال و وحدت ایران و هجوم و سلطهٔ محمود افغان و پس از او اشرف افغان و دخالت پتر کبیر و سلطان عثمانی و تقسیم شمال و غرب کشور به دو منطقهٔ قدرت و تصرف و دخالت روس و عثمانی.
دوران سی سالهٔ شاه سلطان حسین (۱۱۰۶–۱۱۳۵) هم‌زمان است با روزگار سی سالگی تا شصت سالگی لامع (به تقریب و احتمال) و به احتمال قوی سروده‌های لامع بیشتر حاصل این دوران از حیات اوست. جنگ بین آخرین بازمانده صفویه یعنی تهماسب میرزا فرزند شاه سلطان حسین، با اشرف و محمود افغان با شکست و تصرف اصفهان به دست افغان‌ها همراه بود. روی کار آمدن نادر شاه و غلبهٔ او بر افغان‌ها نیز از اهم رویدادهای زمان حیات لامع بوده‌است. در شعر او شکایت از فتنه و ملال از غوغا و قتل و غارت و ویرانگری بسیار دیده می‌شود.
| طومار دهر یک سره گر واکند کسی      |  | حرف خوشی ز مفرده منها کند کسی    |
| در جمع و خرج عمر ندامت چو فاضل است |  | بر باقی حیات چه دعوا کند کسی     |
| کار سپهر جمله چو برعکس مدعاست      |  | بر وفق آرزو چه تمنا کند کسی      |
| رنج و الم همیشه فزون باشد از دوا   |  | این درد را چه گونه مداوا کند کسی |
| گیرم که باب عشق به روی تو وا شود   |  | اسباب آنچه گونه مهیا کند کسی     |
| ابر قضا چو در همه جا فتنه بار شد   |  | گیرم که ترک مسکن و مأوا کند کسی  |
| چون از قضا گریز میسر نمی‌شود        |  | گیرم که در حصار سما جا کند کسی   |
| از نخل روزگار امید بِهی کجاست       |  | گر باغ دهر یک سره یکتا کند کسی   |
| چون مرکب غرور به منزل نمی‌رسد       |  | لامع مگر به دیگری سودا کند کسی   |

## زندگی و شخصیت لامع
ترجمهٔ حال و تذکره‌ای از زندگی لامع در دست نیست و تنها مرجع و مآخذ اطلاع ما از حال و کار او، شعر اوست، می‌توان علاوه بر آگاهی یافتن از شخصیت و طرز فکر وی، از خانواده و جایگاه خانوادگی، از پدر و از فرزندانش و نیز ارتباطات شخصی و خانوادگی اش اطلاعاتی به دست آورد. از ماده تاریخ مربوط به رجال و شخصیت‌های سیاسی و اجتماعی که در دیوان وی به چشم می‌خورد علاوه بر زمان حیات، می‌توان به حوادث روزگار و ارتباطات وی نیز پی برد. پدر لامع میرزا عبدالکریم درمیانی در سال ۱۱۰۶ هجری قمری درگذشته‌است. لامع قصیده‌ای در رسای او ساخته و ماده تاریخی در سال وفاتش پرداخته‌است. اشعار بلیغ، پخته و قوی لامع در زمان ساخت ماده تاریخ وفات پدر، نشان دهنده این است که وی در این سال سخن گویی پخته و فاضل و مسلط به فن سخن گستری بوده‌است و اگر او را در این زمان سی ساله فرض کنیم ناچار در سال تألیف دیوان (۱۱۳۰) کامل مردی و در سال ساختن آخرین ماده تاریخ موجود در دیوانش یعنی سال تولد فرزنش محمد بقا (۱۱۳۷) شصت و چند ساله بوده‌است.
آنچه از گفته‌های لامع و روایات بر می‌آید، لامع خود مردی محتشم و صاحب قدرت و کریم و دستگیر و والا همت و نرم خوی و مهربان و اهل درد و عرفان مسلک می‌بوده و محل احترام بزرگان و مرجع و ملجأ درماندگان از اهل زمان خود به‌شمار می‌آمده‌است. در بعضی از منظومه‌های خود، نقاد زمان و زبان حال مردمان است. ویرانی و ستمگری‌ها و ناهمواری‌های ملک و مملکت را به تصریح و کنایت به شکایت و حکایت بازگو می‌کند، از ظلم ظالمان و حرمان محرومان و فساد زمان می‌نالد، به پایمال شدن رسم و سنت و تباهی فرهنگ و نشانه‌های حشمت و حرمت به افسوس و درد، دست بر دست می‌ساید. او فاضل درس خواندهٔ نژاده و صاحب حشمتی است که نسبت به مردم پیرامون خود مشفق و مهربان و پندآموز است. همه وقت در قصیده و غزل و رباعی و قطعه ترک تعلق و ایثار و گذشت را در زبان و بیان خود پیشنهاد خاطر شنونده و خوانندهٔ سخن خود می‌کند. خون ریزی‌ها و تبه کاری‌ها را به نکوهش می‌گیرد و از بی سامانی و پریشانی مملکت فغان می‌کند. بخش عمدهٔ زندگی لامع اگر چه بیش از شصت و پنج سال عمر نکرده باشد مواجه است با یکی از پر آشوب‌ترین دوران‌های تاریخ ایران.

## گرایش‌های فکری
لامع به دلیل وسعت مشرب، از هر گونه فرقه گرایی و دامن زدن به اختلافات مذهبی، که بیشتر زمینه‌ساز درگیری‌های منطقه‌ای می‌شده، پرهیز داشته‌است و قصایدی در توحید باری تعالی و در نعت رسول اکرم (ص) داشته و در برابر دو قصیده که در مورد خلیفه اول و دوم سروده‌است، دوازده قصیده در ستایش امامان سروده و از آنان امید شفاعت داشته‌است.
در بیان عقیدت و وسعت مشرب مذهبی، لامع یکی از استثنائی‌ترین گویندگان و نظم سُرایان خطه قُهستان است، به‌طوری‌که نمی‌توان گفت وی پیرو صادق و پاک باخته عاشق این مذهب یا مفتون سینه‌چاک و مجنون گم کرده ادراک آن مذهب است؛ مسلمانی است پاک اعتقاد با سلوک عرفانی و جهان بینی شاعری.
در توحید باری تعالی:
| ای نام تو سر دفتر گفتار زبان‌ها |  | وی ذکر تو دیباچهٔ عنوان بیان ها |
| خطی ز سواد رقمت دفتر ایام      |  | مدّی ز طراز قلمت طول زمان ها    |

در اشتیاق رسول اکرم (ص):
| باشد یا رب که پایان یابد این رنج و تعب |  | شام غم محجوب گردد، بشکفد صبح طرب |
| کعبهٔ وصلش نمایان گردد از بیدای شوق     |  | دل به سرمنزل رسد از وادی راه طلب |

و در غزل دیگری در نعت رسول اکرم (ص):
| ای شاه هاشمی نسب ابطحی لقب |  | دارای ترک و فخر عجم خسروعرب  |
| منظور آفرینش افراد کائنات  |  | مقصود از نمایش ایجاد ام و اب |

در منقبت امیرالمؤمنین (ع):
| مهر سپهر هل ای، بدر منیر لافتی         |  | مصدق نصّ انّما، مفتاح کنز قدر و شأن        |
| اژدر در خیبر گشا، بر خصم دین برهان نما |  | کفّش به هنگام دعا، بر انس و جان راحت رسان |
| نطق و خرد را کی رسد کاندر حد وصفش رسد  |  | گر در ره عرفان نهد پا در سر کتف بیان     |
| هارون بزم اصطفا، قانون رسم ارتضا       |  | برهان حق، عز و علا، هادی راه انس و جان   |
| ساطع ازو نور یقین لامع ازو دنیا و دین  |  | ذاتش بود قطب زمین نامش بود حرز امان      |

در منقبت امام حسن (ع):
| ای نطق شو گوهرفشان، ای خامه شو عنبر نشان |  | کن روی امید از کسان، در نعت شاه دین حسن |
| شاهی که جبریل امین، بر درگهش ساید جبین   |  | ذاتش بود قطب زمین، نامش بود فخر زمن     |

در نعت امام حسین (ع):
| لمعهٔ نور نبوت قرة العین بتول         |  | شعلهٔ نور ولایت، مقتدای دین حسین        |
| فلذهٔ چشم نبی و میوهٔ نخل ولی          |  | شد محیط عزت و مجد و شرف از جانبین      |
| لامعا چون شد بنای دین قویم از حب آل  |  | حب ذاتش جمله موجودات را گردید دین      |
| کی بود یا رب که من افتم به خاک درگهش |  | تا که سایم زین شرف تاریک به فرق فرقدین |

## دیوان لامع
دیوان لامع در سال ۱۳۶۵ شمسی به کوشش دکتر محمود رفیعی ودکتر مظاهر مصفّا به چاپ رسیده‌است. این دیوان شامل مقدمه‌ای به نظم و نثر دربارهٔ علل نظم دیوان، توصیف و نعت رسول، امامان، خلفا و پاره‌ای غزل، قصیده، قطعه و رباعی است. مضمون قصاید وی پاکدلی، ایمان و عشق به رسول اکرم (ص) و خاندان او است و هر بیت آن، او را به عنوان مسلمانی معتقد وجان باخته رسول (ص) معرفی می‌کند.

## قالب شعری و سبک اصلی دیوان لامع
قسمت عمدهٔ دیوان لامع، غزل‌های اوست که بیشتر از راه آن می‌توان به شیوهٔ شاعری و اندیشه‌های او در ساختن مضمون و پرداختن صنعت‌های بدیع و تکلف‌های سبک هندی و اختیار قافیه‌های صعب و ردیف‌های اسمی و معطوف و جمله‌ای و دو جمله ایی آشنا شد و مقدار و مرتبت او را دریافت. در دیوان خطی لامع ۴۶۱ غزل مشتمل بر ۳۹۱۶ بیت وجود دارد. سبک و طرز تازه هندی در غزل‌های لامع گاهی با همان پیچیدگی‌ها و نحو مخصوص متکلفان آن شیوه، همراه با پاره ایی مسامحه‌های لفظی و تفنن‌های تصنعی و خروج از شیوهٔ معتدل شاعران عهد صفوی نظیر صائب و نظیری نیشابوری دیده می‌شود.
| طاق ابروی تو یاد آمد مرا وقت نماز    |  | آن چنان گشتم کز آن محراب آمد در نیاز     |
| خواستم تا راز عشقش را کنم پنهان ولی  |  | اشک سرخ و رنگ زردم می‌کند افشای راز       |
| دل به دست طفلکی دادم که گاهی می‌کند   |  | دست و پا مالش ز جور و گاه می‌دارد به ناز  |
| کی توان بی رنج و راحت بود در راه طلب |  | راه‌پیما را بود گاهی نشیب و گه فراز       |
| ساز قانون مخالف ساختی چندین زمان     |  | چون شود گر یک زمان گردی به ما هم دل نواز |
| پرده دل از نواهای مخالف بگسلد        |  | عندلیب لطف را گردان زمانی نغمه ساز       |
| گر قدم از روی شفقت او نهد بر فرق ما  |  | در میان خیل یک رنگان بیابم امتیاز        |
| غم مخور از خشک سال هجر کآخر لامعا    |  | آب می‌آید به آن جویی که می‌رفته‌است باز     |

بیشتر غزل‌های لامع در وزن‌های رایج و معمول است و گاهی با تفننی که در همه پهلوهای گویندگی دارد طبع خود را به وزن‌های بدیع و کم استعمال می‌سنجد و ذوق تشنهٔ تنوع و تازه آوری خود را بدین جدال سیراب می‌کند. به نحوی که از این راه دریچه‌ای به طرز غزل سرایی او گشوده شده‌است. از آنجا که لامع را باید از غزل سرایان متتبع سبک هندی به‌شمار آورد.
لامع از شاعران پیش از خود متأثر است. گاهی مضمونی را با تصرفی نقل می‌کند و گاهی با تغییری در آن با بیان و شیوهٔ خود آن را زیب و زیور سخن خود می‌سازد. در طرح غزل‌ها و وزن و قافیه و ردیف و در شیوهٔ قصیده سرایی نیز از مقلدان شیوه‌های شاعری معمول زمان خود و زمان‌های دور و نزدیک است. در قصیده بیشتر پیرو شاعران سبک خراسانی است با زبان و بیان عراقی و ویژگی‌های نحو و جمله‌بندی و ترتیب کلام به تبع هندی سرایان و فارسی گویان شبه قاره و در غزل بیشتر متتبع شیوهٔ هندی است به طرح و وزن و ردیف و قافیه. دربحث از ردیف و قافیه مگر تا حدی به کیفیت کار او آشنایی حاصل آمده باشد، جای پای شاعران نامدار را می‌توان دید.

## دانش و حکمت لامع
راه یافتن به علم و اطلاع و آگاهی از میزان تحصیل و وقوف و تبحر او در دانش و فن، از راه دقت در غزل‌های او میسر است. از مقدمهٔ فاضلانه ایی که لامع به دیوان خود نگاشته و از اصطلاح‌های گوناگون دانش و فن که در طول دیوان بارها به کار داشته، می‌توان دانست که این گوینده از دانش‌های صرف و نحو و اشتقاق و بدیع و معانی و بیان و فلسفه و کلام و حدیث و نجوم و موسیقی و استیفاء بی‌بهره نبوده، بلکه در بعضی از آن‌ها تبحر و وقوف داشته‌است. در چند قصیده و قطعه بیت‌های عربی ساخته، در قسمت توحید ونعت و منقبت از مضمون و مفاد آیه‌های قرآن کریم و حدیث و خبر استفاده‌های بسیار کرده‌است. میل به ملمع گویی که در او دیده می‌شود از وقوف، بلکه تبحر او در عربیت و صرف و نحو و بدیع و بیان عربی سرچشمه می‌گیرد.

## خزائن الاسرار
لامع نام دیوان خود را «خزائن الاسرار» نهاده که برگرفته از «مخزن الاسرار» حکیم نظامی است. مطلع دیوان وی با شعر:
| بسم الله الرحمن الرحیم |  | عقده گشایندهٔ امید و بیم |
| فاتحهٔ نامهٔ نو و کهن    |  | انجمن آرای فضای سخن     |

آغاز می‌شود که در مخزن الاسرار به قرار زیر است:
| بسم الله الرحمن الرحیم |  | هست کلید در گنج حکیم    |
| فاتحهٔ فکرت و ختم سُخُن   |  | نام خدای است برو ختم کن |

## مضمون شعری لامع
مضمون غزل‌های وی حکمت، موعظه و دعوت به ترک تعلّقات دنیایی و بیان عشق الهی است. قهر نفس او و دوری از هوای نفس، قهری و معمولی نیست. لامع در مقام سرکوبی نفس از مرحله عادت و معمولی پا را فراتر نهاده و قناعت را آفت طریقت شمرده و توقف در وادی ترک تعلقات راحجاب راه سالک می‌داند.
| هر که را کنج قناعت باشد او درویش نیست |  | عافیت مر مرد قانع را ز کم یا بیش نیست |
| تا به کی در وادی دنیا گذشتن مانده‌ای   |  | ساحت از خود گذشتن یک دو گامی بیش نیست |

تا آنجا که می‌گوید:
| گر کسی از دیدهٔ عبرت دمی سازد نظر |  | در حلاوت‌های دنیا، نوش غیر از نیش نیست |

بیان عشق و اشتیاق و شکایت هجران و توصیف جمال و کمال و لطف و عنایت و قهر و عتاب معشوق با الهام از غزل سرایان بزرگی چون سعدی، حافظ، جامی و صائب، موضوع غزلیات لامع را تشکیل می‌دهد.
| شاه حسنت را ز ناز و غمزه بس باشد سپاه    |  | ملک دل‌ها را مسخر می‌کند از یک نگاه    |
| هر شب از سودای هجران چون شود تاریک‌دل     |  | در شبستان خیالت بر فروزم شمع آه      |
| روشنایی نیست در بزم پریشان خاطران        |  | روزگار زلف باشد از پریشانی سیاه      |
| اشک چشم فرقتم از دل برآرد بار غم         |  | از زمین بی آب تا باشد کجا روید گیاه  |
| می‌توان زافتادگی اندر جهان شد سربلند      |  | خاک ره شد گردباد و بر فلک ساید کلاه  |
| شهسوار غمزه ات تا می‌کند پا در رکاب       |  | می‌رباید گوی دل‌ها را به چوگان نگاه    |
| حسن دل جویت به یغما برده از من عقل و دین |  | اشک سرخ و رنگ زرد من در آن باشد گواه |
| لامع از بیداد هجران رو به کوی وصل کرد    |  | از جفای هجر سوی وصل می آرد پناه      |

شعر لامع، شعری است پخته و برخاسته از دل، چه آنگاه که زبان به انتقاد می‌گشاید و از روزگار ظلم و ظالمان و محرومیّت محرومان و فساد مفسده جویان فریاد برمی‌آورد و چه آن زمانی که خالصانه خدا را ستایش می‌کند و رسولش را مدح می‌گوید و سر نیاز بر آستان بی‌نیاز او می‌ساید:
| تا هوای سر زلف تو شده رهبر ما      |  | تار مویی بود از ضعف جنون پیکر ما   |
| نیستی مایهٔ ما چون شده معمار قضا    |  | طرح اقلیم فنا کرده ز خاکستر ما     |
| از نواهای فغان خیز که ازدل خیزد    |  | تار قانون فغان گشته صدا در سر ما   |
| بس که آزرده ز تاب و تپش دهر بود    |  | همچو مرغ قفسی آمده دل در بر ما     |
| مرغ آتش نفس دشت تأسف شده‌ایم        |  | شعلهٔ آه شود حرکت بال و پر ما       |
| آتش غافله واماندهٔ صحرای غمیم       |  | تا نظر باز کنی مرده هم این اخگر ما |
| والی مملکت زاویهٔ تجریدیم           |  | که جز از ترک علایق نبود افسر ما    |
| دیده از اشک زند آب و به مژگان روبد |  | تا که شایستهٔ پای تو شود منظر ما    |
| «لامعا» کشتی امید به گرداب زدیم    |  | یعنی از موج قضا چاره نشد لنگر ما   |

مضمون بعضی از غزل‌ها لامع حکایت از سلوک و درویشی و ترک تعلق این شاعر از آلودگی‌های ظاهری و دنیایی دارد و می‌توان از طریق این گونه سخنان او به طریقت معنوی او و صفای باطن و پاکی نیت و اندیشهٔ او راه یافت. لامع چنان‌که از سخن و اندیشه‌های منظوم او بر می‌آید مردی خلیق و شاعری پاک دل و پاکیزه خوی است. عفت کلام دارد و سخن را پیوسته به موعظت و پند و اندرز و تنزیه و تجرید می‌آراید. ترک تعلق دنیا و قطع بستگی‌های ظاهری و تجرید و تفرد از پیوستن و دل بستن به جلوه‌های فریبندهٔ حیات موضوع و مضمون سخن اوست؛ و وزن و قافیه و تعبیر و ترکیب و تشبیه و استعاره و صنعت‌گری و بدیع گرایی، همه را در استخدام بیان حقیقت حال جهان و پایان عبرت آموز حیات انسان و مقصود آفرینش آفریدگار و اعتبار از گذشت روزگار دارد.
| شادی ده و غم کارم، روحم به شراب اندر |  | بی کارم و در کارم، چون پا به رکاب اندر |
| پیدایم و مفقودم، معدومم و موجودم     |  | نابودم و هم بودم، موجم به سراب اندر    |
| گریانم و خندانم، خاموشم و نالانم     |  | پادار و هراسانم، چون شمع به تاب اندر   |
| ویرانم و آبادم، برجایم و بر بادم     |  | دل تنگم و دل شادم، بودم به حباب اندر   |
| پیدایم و پنهانم، پوشیده و عریانم     |  | سنگین دل وتابانم، چون شیشه آب اندر     |
| می‌سوزم و می‌سازم، می‌گیرم و می‌بازم     |  | جان سوزم و دم سازم، سوزم به شهاب اندر  |
| در جایم و بی جایم، پا دارم و بی پایم |  | بی موقع و خوانایم، سهوم به کتاب اندر   |
| در جوشم و مدهوشم، با نیشم و با نوشم  |  | گویایم و خاموشم، چون خون به کباب اندر  |
| من لامع و دیجورم، تابنده و مستورم    |  | فیاضم و مقهورم، چون خور به سحاب اندر   |

## آرامگاه
این شاعر ارجمند و گرانمایه در سال ۱۱۴۱ هجری قمری در حدود شصت و پنج سالگی بدرود حیات گفته و در زادگاهش، شهر درمیان به خاک سپرده شده‌است.